# Karl Angerer
Karl Angerer (* 18. Juli 1979 in Berchtesgaden) ist ein ehemaliger deutscher Bobpilot.

## Leben
Karl Angerer vom WSV Königssee betrieb seit 1999 Bobsport. Seine internationale Karriere begann er 2003 mit einem vierten Platz im Zweierbob und einem zweiten Platz im Viererbob bei den Juniorenweltmeisterschaften in Königssee. Im folgenden Jahr wurde er beim selben Wettbewerb in Cortina d’Ampezzo in beiden Klassen Dritter.
2004 debütierte Angerer im Europacup. Mit dem Vierer siegte der Sportsoldat in Igls und wurde mit dem Zweier Dritter. In der folgenden Saison siegte er mit dem Zweier erneut in Igls und wurde Zweiter im Zweier in Königssee. Damit qualifizierte er sich für den Weltcup und debütierte dort beim Rennen in Igls, wurde jedoch nur 12. und wieder in den Europacup zurückgeschickt. In der Saison folgten im Europacup noch ein zweiter Platz (Vierer) in Winterberg und ein Dritter Platz in St. Moritz (Vierer). Bei den Deutschen Juniorenmeisterschaften wurde er in beiden Klassen 2005 Deutscher Meister. Bei einem Sturz in Cortina verletzte sich Angerer in der Saison schwer am Halswirbel.
In der Saison 2005/06 startete Angerer zunächst nur im Europacup und gewann Rennen in Igls (Vierer) und Königssee (Zweier und Vierer). Nach zwei dritten Plätzen bei der Deutschen Meisterschaft rückte er in den Weltcup auf. Nach einem siebten Platz in Königssee (Vierer) folgten in Altenberg ein fünfter (Zweier) und ein vierter Platz in Altenberg. In der folgenden Saison schaffte Angerer mit seinem Team den Durchbruch im Weltcup und in die Weltspitze. In Königssee wurde er mit dem Zweierbob mit Anschieber Marc Kühne hinter dem Kanadier und amtierenden Weltmeister Pierre Lueders und dessen Anschieber Lascelles Brown Zweiter, nachdem er den ersten Durchgang sogar auf Platz eins liegend beendete. Am folgenden Tag wurde er auch noch Dritter mit den Viererbob. Damit qualifizierte sich Angerer für ein Qualifikationsrennen gegen Matthias Höpfner um den zweiten Deutschen Startplatz neben André Lange bei der Weltmeisterschaft 2007 in St. Moritz. Beim zweiten Rennen der Saison 2008/09 in Altenberg konnte Angerer überraschend das Weltcuprennen im großen Schlitten gewinnen, wobei er vom Abbruch des zweiten Durchganges nach einem Sturz profitierte. Seinen zweiten Sieg im Vierer errang er am 11. Januar 2009 auf seiner Hausbahn in Königssee.
Zum Team Angerers gehörten in der Saison 2009/10 Gregor Bermbach, Alexander Mann, Alexander Rödiger und der Ersatzmann Andreas Bredau. Alexander Rödiger wechselte aufgrund der Verletzung von René Hoppe ins Team von André Lange, so dass für die Olympischen Winterspiele 2010 in Vancouver Andreas Bredau in Angerers Viererbob-Team aufrückte. Karl Angerer startete mit seinem Bremser Gregor Bermbach im Zweierbob. Am 20. Februar 2010 lagen sie nach dem 1. Lauf auf Rang 11 und rückten nach dem 2. Lauf auf Rang 10 vor. Am 21. Februar 2010 verbesserten sich Angerer und Bembach nach dem 3. Lauf auf Rang 9, den sie auch in Lauf 4  verteidigten. Im Viererbob waren Bredau, Mann und Bermbach die Anschieber, als Angerer den Schlitten auf Platz sieben steuerte. In der Folgesaison erwuchs Angerer nach dem Rücktritt von André Lange mit Manuel Machata neue Konkurrenz aus dem eigenen Lager. Dennoch setzte er sich bei der zweiten Weltcupstation in Calgary durch und gewann sein erstes Weltcuprennen im Zweierbob. Er stand mit seinen Anschiebern auch bei den anderen Konkurrenzen mehrfach auf dem Podest. Am 8. Januar 2010 holte er sich seinen ersten deutschen Meistertitel – zusammen mit Alexander Mann im Zweier, als er in Winterberg Thomas Florschütz und Oliver Harraß auf die Plätze verwies.
Trainiert wurde das Team von Hans Wimmer und Sven Rühr (Athletik). Angerer ist mit der früheren Biathletin Kathrin Pfisterer verheiratet. Aus familiären Gründen beendete Angerer im September 2012 seine Karriere. Seit 2013 ist er Trainer der Junioren des BSD.

## Erfolge

### Weltcupsiege
| Nr. | Datum        | Ort     | Bahn                                              |
| --- | ------------ | ------- | ------------------------------------------------- |
| 1.  | 4. Jan. 2010 | Calgary | Bob- und Rennschlittenbahn im Canada Olympic Park |

| Nr. | Datum         | Ort       | Bahn                                 |
| --- | ------------- | --------- | ------------------------------------ |
| 1.  | 7. Dez. 2008  | Altenberg | Rennschlitten- und Bobbahn Altenberg |
| 2.  | 11. Jan. 2009 | Königssee | Kunsteisbahn Königssee               |